# Roger Ashton-Griffiths
Pour les articles homonymes, voir Ashton et Griffiths.
 (septembre 2017).
Si vous disposez d'ouvrages ou d'articles de référence ou si vous connaissez des sites web de qualité traitant du thème abordé ici, merci de compléter l'article en donnant les références utiles à sa vérifiabilité et en les liant à la section « Notes et références ».
Roger Ashton-Griffiths, né le 19 janvier 1957 dans le Hertfordshire, est un acteur britannique.

## Biographie
Il est diplômé de l'université de Lancaster, de l'université de Londres-Est et de l'université d'East Anglia. Il commence sa carrière en tant que chanteur avec l’Opéra national anglais au London Coliseum, avant de se tourner vers la télévision et le cinéma.
Il fait des apparitions dans différents films très en vue, il a notamment travaillé avec Terry Gilliam sur Brazil et Les Frères Grimm, Martin Scorsese pour Gangs of New York ou encore Woody Allen (Vous allez rencontrer un bel et sombre inconnu) et Roman Polanski (Pirates). Il a aussi beaucoup travaillé pour la télévision, il interprètera d’ailleurs Mace Tyrell dans la saison 4 de Game of Thrones. En 2014, il joue dans deux films présents au Festival de Cannes : Grace de Monaco et Mr. Turner.

## Filmographie

### Acteur

#### Cinéma
- 1985 : Brazil de Terry Gilliam : Prêtre
- 1985 : Dreamchild : Mr. Duckworth
- 1985 : Le Secret de la pyramide de Barry Levinson : inspecteur Lestrade
- 1985 : Plenty : Radio Producer
- 1986 : Nuit de noces chez les fantômes : Francis Jr.
- 1986 : Pirates de Roman Polanski : Moonhead
- 1987 : Empire State : Punter in cafe
- 1989 : Chambre à part : Harvey
- 1989 : Georg Elser – Einer aus Deutschland : Watchman
- 1989 : Le Cuisinier, le voleur, sa femme et son amant de Peter Greenaway : Turpin (en tant que Roger Ashton Griffiths)
- 1990 : Aux sources du Nil : Lord Cowley
- 1990 : Chicago Joe et la Showgirl : Insp. Tarr
- 1991 : Ralph Super King : Royal Photographer (en tant que Roger Ashton Griffiths)
- 1993 : Les Ombres du cœur : Dr. Eddie Monk
- 1994 : La Folie du roi George : MP
- 1995 : Go Now : Walsh
- 1995 : Le Don du roi : Mr. Bung
- 1996 : Du vent dans les saules : The Prosecution Counsel
- 1996 : Jude : Auctioneer
- 1996 : Portrait de femme : Bob Bantling
- 1997 : Au cœur de la tourmente : Canon Van Stone (en tant que J.G.R. Ashton-Griffiths)
- 1999 : You're Dead... : Bank Manager
- 2001 : Chevalier de Brian Helgeland : Évêque
- 2002 : Gangs of New York de Martin Scorsese : P.T. Barnum
- 2002 : Nicholas Nickleby : Docteur
- 2003 : Ce dont rêvent les filles : Lord Orwood
- 2003 : Devil's Gate : Eagle
- 2005 : Les Frères Grimm de Terry Gilliam : Maire
- 2006 : Irish Jam : Tom Flannery
- 2008 : Mutant Chronicles : Science Monk
- 2009 : Bright Star de Jane Campion : Jasper Shaw, le boutiquier
- 2009 : Hell's Pavement : Daffyd Tudor
- 2009 : Tormented : Mr Humpage
- 2010 : Vous allez rencontrer un bel et sombre inconnu de Woody Allen : Jonathan
- 2013 : Summer in February : Jory
- 2014 : AB Negative : The Contractor
- 2014 : Grace de Monaco d'Olivier Dahan : Alfred Hitchcock (en tant que Roger Ashton Griffiths)
- 2014 : Mr. Turner de Mike Leigh : Henry William Pickersgill
- 2015 : The Lobster de Yórgos Lánthimos : Docteur
- 2017 : Breathe : Hospital Chaplain
- 2017 : La Maison biscornue (Crooked House) de Gilles Paquet-Brenner : Gaitskill
- 2017 : La Mort de Staline d'Armando Iannucci : Musicien 1
- 2018 : Christopher Robin de Marc Forster

#### Courts métrages
- 2001 : Deflation
- 2011 : A Gun for George

#### Télévision

##### Séries télévisées
- 1982 : The Young Ones : Orgo
- 1983 : The Nation's Health
- 1984 : The Secret Servant : Ivan
- 1986 : Prospects : Eddie
- 1986 : Signé Cat's Eyes : Humbart
- 1987 : Hardwicke House : P.E. Teacher
- 1988 : Guillaume Tell : Town Crier
- 1988 : Jack l'éventreur : Rodman
- 1988 : Rude Health : Mr. Fox
- 1989 : Shadow of the Noose : William Thompson
- 1989 : The Bill : D.I. Larber
- 1990 : Grange Hill : Walt
- 1991 : Les règles de l'art : Antique Shop Owner
- 1992 : Les aventures du jeune Indiana Jones : Sinister German
- 1992 : The Life and Times of Henry Pratt : Len Arrowsmith
- 1993 : Heidi : Churchman
- 1993 : The Darling Buds of May : Mr. Ramsbottom
- 1994 : Martin Chuzzlewit : George Chuzzlewit
- 1994 : The Wimbledon Poisoner : Vicar
- 1996 : Les contes de la crypte : Valdemar Tymrak
- 1997 : Cadfael : Thomas of Bristol
- 1997 : Ivanhoé : Prior Aymer
- 1997 : L'Odyssée : Polites
- 1998 : Merlin : Sir Boris
- 1998 : Vanity Fair : King George IV
- 2001 : Et alors? : Shower Man
- 2001 : Micawber : Mr. Peck
- 2001 : Le Royaume des voleurs de Peter Hewitt : Frère Tuck
- 2004 : Keen Eddie : Glass Eye Gordon
- 2005 : Empire : Panza
- 2006 : Torchwood : Mr Garrett
- 2007 : Heroes and Villains : Général Doppet
- 2007 : Roman Mysteries : Tascius Pomponianus
- 2008 : The Colour of Magic : Lumuel Panter
- 2008 : The Passion : Syrian Prefect
- 2009 : Henry VIII: Mind of a Tyrant : Cardinal Wolsey
- 2009 : Les Tudors : Sir John Hutton
- 2011 : Little Crackers : First Magistrate
- 2013 : NTSF:SD:SUV : Robinson
- 2014 : Doctor Who : Quayle
- 2014 : The Musketeers : Elderly Prêtre
- 2014 : This Is Jinsy : Head of Decency
- 2014-2015 : Coronation Street : Neurosurgeon
- 2014-2016 : Game of Thrones : Mace Tyrell
- 2015 : Doctors : Dr. Philip Plumridge
- 2016 : Father Brown : Cardinal Bonipogio
- 2016 : Marley's Ghosts : Mr. Busby
- 2017 : Quacks (en) : Bishop of Lambeth
- 2017 : Taboo : Appleby
- 2018 : Stan Lee's Lucky Man : Arthur McCarthy

##### Téléfilms
- 1984 : The Zany Adventures of Robin Hood : Coachman
- 1995 : Aristophanes: The Gods Are Laughing
- 1995 : The Plant : Geoff the Producer
- 1996 : Un coeur innocent : Gent at Mint
- 1998 : Children of the New Forest : Miller Sprigge
- 2000 : Lady Audley's Secret : Dr. Alwyn Mosgrave
- 2006 : Samuel Johnson: The Dictionary Man : Samuel Johnson
- 2007 : A Very British Sex Scandal : 'Khaki' Roberts
- 2009 : Margaret : John Sergeant
- 2010 : Accidental Farmer : Bill
- 2011 : Red Faction: Origins : Grogan

### Réalisateur
- 2000 : And Beyond (court métrage)
- 2001 : Deflation (court métrage)

### Monteur
- 2001 : Deflation (court métrage)

### Scénariste
- 2000 : And Beyond (court métrage)
- 2001 : Deflation (court métrage)